# Model de color HSV

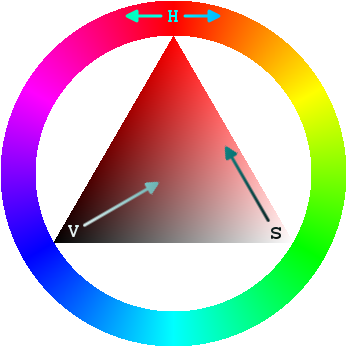
Espai de color HSV com una roda de color

El model HSV (de l'anglès Hue, Saturation, Value – tonalitat, saturació, valor), també anomenat HSB (Hue, Saturation, Brightness – tonalitat, saturació, lluminositat), defineix un model de color en termes dels seus components constituents en coordenades cilíndriques:
- Tonalitat, el tipus de color (com vermell, blau o groc). Es representa com un grau d'angle els valors possibles del qual van de 0 a 360° (encara que per a algunes aplicacions es normalitzen del 0 al 100%). Cada valor correspon a un color. Exemples: 0 és vermell, 60 és groc i 120 és verd.
- Saturació. Es representa com la distància a l'eix de brillantor negra-blanca. Els valors possibles van del 0 al 100%. A aquest paràmetre, també se'l sol anomenar "puresa" per l'analogia amb la puresa d'excitació i la puresa colorimètrica de la colorimetria. Com menor sigui la saturació d'un color, major tonalitat grisenca hi haurà i més descolorit estarà. Per això, és útil definir la insaturació com la inversa qualitativa de la saturació.
- Valor, la brillantor del color. Representa l'altura en l'eix blanc-negre. Els valors possibles van del 0 al 100%. 0 sempre és negre. Depenent de la saturació, 100 podria ser blanc o un color més o menys saturat.

El model HSV fou creat el 1978 per Alvy Ray Smith. Es tracta d'una transformació no lineal de l'espai de color RGB, i es pot usar en progressions de color. Cal tenir en compte que HSV és el mateix que HSB, però no que HSL o HSI.

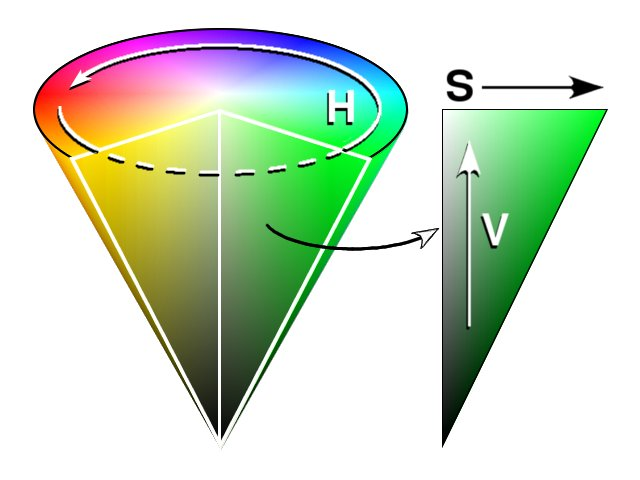
Con de colors de l'espai HSV

Quan vulguem escollir un color adequat per a alguna de les nostres aplicacions, és molt útil fer servir la ruleta de color HSV, en la qual es representa la tonalitat mitjançant una regió circular. I una regió triangular separada pot usar-se per a representar la saturació i el valor del color. Normalment, l'eix vertical del triangle denota la saturació, mentre que l'eix horitzontal correspon al valor del color. D'aquesta manera, un color es pot ser escollir prenent primer la tonalitat d'una regió circular, i després seleccionar la saturació i el valor del color que es vol de la regió triangular.

## Transformacions

### Transformació RGB a HSV
Sigui MAX el valor màxim dels components (R, G, B), i MIN el valor mínim d'aquest mateixos valors, els components de l'espai HSV es poden calcular com:
{\displaystyle H={\begin{cases}{\mbox{no definit}},&{\mbox{si }}MAX=MIN\\60^{\circ }\times {\frac {G-B}{MAX-MIN}}+0^{\circ },&{\mbox{si }}MAX=R\\&{\mbox{y }}G\geq B\\60^{\circ }\times {\frac {G-B}{MAX-MIN}}+360^{\circ },&{\mbox{si }}MAX=R\\&{\mbox{y }}G<B\\60^{\circ }\times {\frac {B-R}{MAX-MIN}}+120^{\circ },&{\mbox{si }}MAX=G\\60^{\circ }\times {\frac {R-G}{MAX-MIN}}+240^{\circ },&{\mbox{si }}MAX=B\end{cases}}}
{\displaystyle S={\begin{cases}0,&{\mbox{si }}MAX=0\\1-{\frac {MIN}{MAX}},&{\mbox{en un altre cas}}\end{cases}}}
{\displaystyle V=MAX\,}

### Transformació HSV a RGB
{\displaystyle H_{i}=\left[{\frac {H}{60}}\right]{\mbox{ mod }}6,{\mbox{ }}f={\frac {H}{60}}-H_{i},{\mbox{ }}p=V(1-S),{\mbox{ }}q=V(1-fS),{\mbox{ }}t=V(1-(1-f)S)}
{\displaystyle {\mbox{si }}H_{i}={\begin{cases}0,&R=V\\&G=t\\&B=p\\1,&R=q\\&G=V\\&B=p\\2,&R=p\\&G=V\\&B=t\\3,&R=p\\&G=q\\&B=V\\4,&R=t\\&G=p\\&B=V\\5,&R=V\\&G=p\\&B=q\\\end{cases}}}